# The Bonding
The Bonding è l'ottavo album in studio del gruppo musicale austriaco Edenbridge, pubblicato nel 2013.

## Tracce
Testi e musiche di Lanvall.
1. Mystic River – 7:13
2. Alight a New Tomorrow – 3:53
3. Star-Crossed Dreamer – 4:01
4. The Invisible Force – 5:27
5. Into a Sea of Souls – 4:57
6. Far Out of Reach – 6:09
7. Shadows of My Memory – 5:37
8. Death is Not the End – 5:45
9. The Bonding – 15:26

## Formazione
- Sabine Edelsbacher – voce
- Lanvall – chitarra, tastiera, piano, basso, kacapi
- Max Pointer – batteria
- Dominik Sebastian – chitarra
- Wolfgang Rothbauer – basso, grunt (in "Shadows of My Memory")